# 사카키바라 다다쓰구

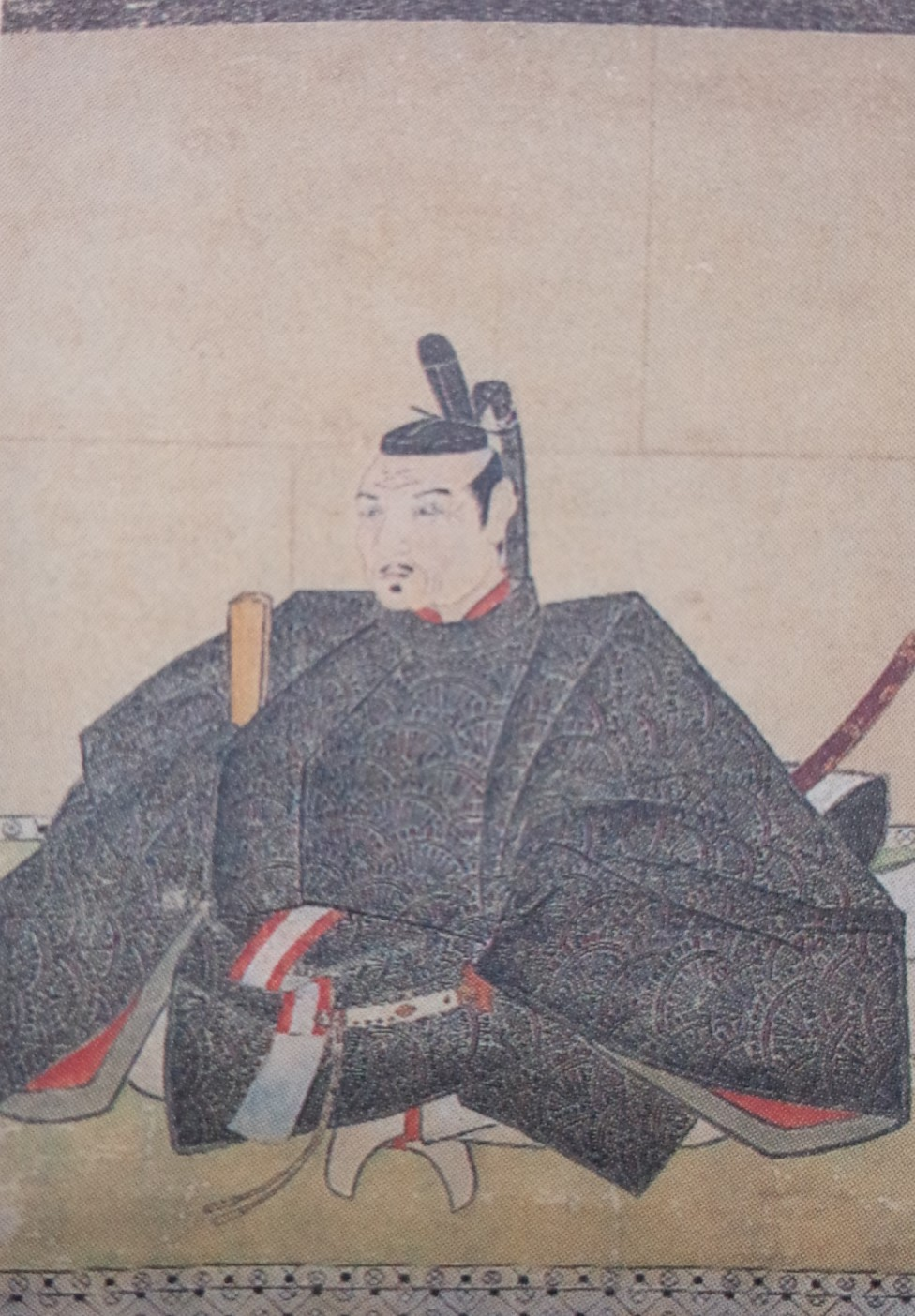
사카키바라 다다쓰구

사카키바라 다다쓰구(일본어: 榊原忠次, 1605년 ~ 1665년 5월 14일)는 일본 에도 시대의 다이묘이다. 원래 이름은 오스가 다다쓰구(大須賀忠次)였으며, 마쓰다이라 다다쓰구(松平忠次)로도 불렸다. 별명은 구니마루(国丸), 고로사에몬(五郎左衛門)이다. 관위는 종4위하, 시키부노타이호, 시종이다.
오스가 다다마사의 맏아들이자, 도쿠가와 사천왕 중 한 명인 사카키바라 야스마사의 적손이다. 어머니가 도쿠가와 이에야스의 조카였기 때문에 다다쓰구 1대에 한하여 마쓰다이라 성을 쓰는 것을 허락받았다. 3세 때 아버지 다다마사가 사망하면서 오스가 가문을 상속하고 요코스카 번 6만 석 영지를 소유하였으나, 사카키바라 가문 당주 사카키바라 야스카쓰에게 자식이 없어 사천왕의 대가 끊길 것을 우려한 이에야스의 명에 따라 1615년, 다테바야시번 사카키바라 가문의 10만 석 영지를 상속받게 되었다. 1643년, 시라카와번 14만 석으로 전봉되었고, 1649년에 다시 히메지번으로 옮겨가 농지 개간에 힘썼다. 1663년, 호시나 마사유키의 추천에 의해 이이 나오타카 사후 막부의 로주직을 맡았다. 1665년, 61세의 나이로 사망하였다. 맏아들 고헤이타(小平太)가 요절하였으므로 둘째 아들 마사후사가 그 뒤를 이었다.
| 전임 오스가 다다마사 | 제2대 요코스카 번 번주 (오스가가) 1607년 ~ 1615년 | 후임 마쓰다이라 시게카쓰 |

| 전임 사카키바라 야스카쓰 | 제3대 다테바야시번 번주 (사카키바라가) 1615년 ~ 1643년 | 후임 마쓰다이라 노리나가 |

| 전임 니와 미쓰시게 | 시라카와번 번주 (사카키바라가) 1643년 ~ 1649년 | 후임 혼다 다다요시 |

| 전임 마쓰다이라 나오노리 | 제1대 히메지번 번주 (사카키바라가) 1649년 ~ 1665년 | 후임 사카키바라 마사후사 |